# Funkční styl
Funkční styl je v lingvistice způsob výběru jazykových prostředků. Mívá různé cíle. Někdy je to pouze cíl dorozumívací, týkající se záležitostí běžného života. Jindy může mít cíl ve sdělení závažných informací.

## Rozlišení
- Prostěsdělovací styl – styl běžné každodenní komunikace – hovorový (např. v rodině, mezi přáteli, ve škole, v zaměstnání apod.).
- Odborný styl – styl odborných publikací, odborných časopisů a učebnic. Jeho cílem je podat přesné, jasné a relativně úplné informace z různých oborů lidské činnosti a poučit tím adresáta. Často se také používají odborné pojmy.
- Publicistický styl – styl médií. Vyznačuje se spisovným jazykem, je proměnlivý a dynamický. Podává nové aktuální informace.
- Umělecký styl – styl spisovatelů, zaměřuje se na funkci poznávací, estetickou a osobitost vyjádření.
- Administrativní styl – styl informativní a věcné komunikace. Někdy se též označuje jako jednací či úřední. Je zaměřen především na fakta a na jejich sdělení.
- Řečnický styl – styl veřejných a oficiálních mluvených projevů. Plní funkci přesvědčovací a propagační.